# 전북특별자치도의 성 목록
다음은 전북특별자치도에 있는 성들의 목록이다.
| 성 이름     | 주소                                                     | 종류              | 둘레   | 축성 시기 | 비고                                                    |
| ----------- | -------------------------------------------------------- | ----------------- | ------ | --------- | ------------------------------------------------------- |
| 예지리산성  | 고창군 고수면 예지리                                     | 테뫼식 토성       | 327m   | 백제      |                                                         |
| 고창읍성    | 고창군 고창읍 읍내리 산9                                 | 평지 석성         | 1684m  | 조선      | 사적 145호                                              |
| 무장읍성    | 고창군 무장면 성내리                                     |                   | 1400m  | 조선      | 사적 346호. 조선 태종 17년(1417년) 병마사 김저래가 축성 |
| 왕촌리산성  | 고창군 상하면 왕촌리 산 46                               |                   | 360m   | 백제      |                                                         |
| 장사성지    | 고창군 상하면 하장리 산 64                               | 석성              | 730m   | 백제      |                                                         |
| 고산성      | 고창군 성송면 상금리                                     | 포곡식 토석혼축성 | 2430m  | 백제      |                                                         |
| 서산성      | 고창군 아산면 봉덕리 산 1외                              | 테뫼식 석성       | 730m   | 백제      | 문화재자료 177호                                        |
| 성산산성    | 김제시 교촌동 교동리 성산                                | 토성              | 559m   | 백제      |                                                         |
| 금구토성    | 김제시 금구면 선암리                                     | 테뫼식 토석혼축성 |        | 백제      |                                                         |
| 명금산성    | 김제시 부량면 신두리                                     | 테뫼식 토성       | 284m   | 백제      |                                                         |
| 남원성      | 남원시 동충동                                            |                   |        |           | 사적 298호                                              |
| 태평리산성  | 남원시 산동면 태평리 성산                                | 석성              | 727m   | 백제      |                                                         |
| 성리산성    | 남원시 아영면 성리                                       | 테뫼식 석성       | 635.8m | 백제      | 지방기념물 38호                                         |
| 청계리산성  | 남원시 아영면 청계리 시루봉                              | 테뫼식 석성       | 166m   | 백제      |                                                         |
| 가산리산성  | 남원시 운봉면 가산리                                     | 테뫼식 석성       | 217m   | 백제      |                                                         |
| 신기리산성  | 남원시 운봉면 신기리                                     | 토성              |        | 백제      |                                                         |
| 장교리산성  | 남원시 운봉면 장교리                                     | 테뫼식 석성       | 319.2m | 백제      |                                                         |
| 척문리산성  | 남원시 이백면 척문리                                     | 석성              | 567m   | 백제      | 지방기념물 52호                                         |
| 구지리성    | 부안군 게화면 창북리                                     | 테뫼식 토성       | 1395m  | 백제      |                                                         |
| 용화성      | 부안군 게화면 창북리                                     | 테뫼식 토성       |        | 백제      |                                                         |
| 수문산성    | 부안군 계화면 창북리                                     | 테뫼식 토성       | 433m   | 백제      |                                                         |
| 염창산성    | 부안군 계화면 창북리                                     | 테뫼식 토성       | 478m   | 백제      |                                                         |
| 용정리성    | 부안군 계화면 창북리                                     | 테뫼식 토성       |        | 백제      |                                                         |
| 반곡리산성  | 부안군 동진면 반곡리                                     | 토성              | 740.5m | 백제      |                                                         |
| 부안 백산성 | 부안군 백산면 용계리 산8의1                              | 목책              |        | 삼국시대  | 동학농민운동 때 동학군이 근거지로 사용                  |
| 상소산성    | 부안군 부안읍 서외리                                     | 테뫼식 토성       | 332.5m | 백제      |                                                         |
| 우금산성    | 부안군 상서면 감교리 산99                                | 포곡식 석성       | 3960m  | 백제      | 지방기념물 20호                                         |
| 사산리산성  | 부안군 주산면 사산리                                     | 테뫼식 토성       | 271.5m | 백제      |                                                         |
| 소산리산성  | 부안군 주산면 소산리                                     | 테뫼식 토성       | 326m   | 백제      |                                                         |
| 장동리성    | 부안군 줄포면 장동리                                     | 토루성지          | 325m   | 백제      |                                                         |
| 순창 합미성 | 순창군 동계면 신흥리 산 51                               | 테뫼식 석성       | 484m   | 백제      | 문화재자료 71호                                         |
| 대모산성    | 순창군 순창읍 백산리 산 55                               | 포곡식 석성       | 875m   | 백제      | 문화재자료 70호                                         |
| 오교리산성  | 순창군 유등면 오교리                                     | 석성              | 400m   | 백제      |                                                         |
| 어래산성    | 옥구군 나포면 나포리                                     | 석성              | 490m   | 백제      |                                                         |
| 백현리성    | 완주군 고산면 서봉리                                     | 테뫼식 토성       | 347m   | 백제      |                                                         |
| 소향리산성  | 완주군 고산면 소향리                                     | 테뫼식 산성       | 347.5m | 백제      |                                                         |
| 관동리산성  | 완주군 고산면 읍내리                                     | 테뫼식 토성       | 762m   | 백제      |                                                         |
| 야산산성    | 완주군 봉동면 구암리                                     | 테뫼식 석성       | 526m   | 백제      |                                                         |
| 봉실산성    | 완주군 봉동면 둔산리                                     | 테모식 석성       | 250m   | 백제      |                                                         |
| 제내리산성  | 완주군 봉동읍 제내리                                     | 테뫼식 산성       | 686m   | 백제      |                                                         |
| 대치산성    | 완주군 비봉면 내월리                                     | 테뫼식 석성       | 800m   | 백제      |                                                         |
| 백도리산성  | 완주군 비봉면 백도리 성뫼                                | 테뫼식 석성       | 425m   | 백제      |                                                         |
| 이전리산성  | 완주군 비봉면 이전리                                     | 석성              | 3670m  | 백제      |                                                         |
| 삼례토성    | 완주군 삼례읍 삼례리                                     | 사모봉형 토성     | 1324m  | 백제      |                                                         |
| 화심리산성  | 완주군 소양면 화삼리                                     | 테뫼식 석성       | 341.5m | 백제      |                                                         |
| 구억리산성  | 완주군 용진읍 구억리                                     | 포곡식 토성       | 983.5m | 백제      |                                                         |
| 상삼리산성  | 완주군 용진읍 상삼리                                     | 사모봉형 토성     | 986.5m | 백제      |                                                         |
| 고당리산성  | 완주군 운주면 고당리 탄현                                | 석성              |        | 백제      |                                                         |
| 용계산성    | 완주군 운주면 금당리                                     | 포곡식 석성       | 493m   | 백제      | 전라북도 문화재자료175호                                |
| 종리산성    | 완주군 화산면 종리, 운주면 경천리                        | 테뫼식 석성       | 564m   | 백제      |                                                         |
| 고성산성    | 완주군 화산면 화평리                                     | 테뫼식 석성       | 546m   | 백제      |                                                         |
| 오금산성    | 익산시 금마면 서고도리 50-3                              | 토성              | 714m   | 백제      | 사적 92호                                               |
| 저토성      | 익산시 금마면 서고도리 산14                              | 토성              | 369m   | 백제      |                                                         |
| 미륵산성    | 익산시 금마면 신용리 124-1                               | 포곡식 석성       | 1822m  | 백제      | 지방기념물 12호. 고조선 기준왕이 쌓았다는 얘기가 있음   |
| 왕궁리산성  | 익산시 금마면 왕궁리 480                                 | 토성              | 460m   | 백제      | 지방기념물 1호                                          |
| 성태봉산성  | 익산시 금마면 용화리                                     | 석성              | 435m   | 백제      |                                                         |
| 낭산산성    | 익산시 낭산면 낭산리 산48                                | 석성              | 870m   | 백제      | 지방기념물 13호                                         |
| 당치산성    | 익산시 여산면 여산리, 태성리                             | 석성              | 683m   | 백제      |                                                         |
| 성인봉산성  | 익산시 여산면 제남리, 금마면 산북리                      | 테뫼식 산성       |        | 백제      |                                                         |
| 학현산성    | 익산시 여산면 학현                                       | 테뫼식 산성       | 686m   | 백제      |                                                         |
| 천호산성    | 익산시 여산면 호산리 산9                                 | 석성              | 635m   | 백제      | 지방기념물 99호                                         |
| 어래산성    | 익산시 웅포면                                            | 토석혼축성        | 485m   | 백제      |                                                         |
| 성미산성    | 임실군 관촌면 덕천리 산 24                               | 석성              | 522.3m | 백제      | 지방기념물 100호                                        |
| 대리산성    | 임실군 신평면 대리                                       | 토성              | 935.5m | 백제      |                                                         |
| 구고리성지  | 임실군 청웅면 구고리 산 26                               | 테뫼식 석성       | 436m   | 백제      |                                                         |
| 장수 합미성 | 장수군 계남면 침곡리                                     | 석성              | 545m   | 백제      |                                                         |
| 침령산성    | 장수군 계남면 침곡리 산73-2 외ㅏ                         | 석성              | 500m   | 백제      | 문화재자료 176호                                        |
| 사현산성    | 장수군 번암면 유정리                                     | 석성              | 600m   | 백제      |                                                         |
| 이산산성    | 장수군 번암면 유정리                                     | 석성              |        | 백제      |                                                         |
| 거령성      | 장수군 산서면 봉서리 37                                  | 석성              | 150m   | 백제      |                                                         |
| 사계리산성  | 장수군 산서면 사계리 사계봉                              | 석성              | 900m   | 백제      |                                                         |
| 명덕리산성  | 장수군 장계면 명덕리                                     | 석성              | 135m   | 백제      |                                                         |
| 삼봉리산성  | 장수군 장계면 삼봉리, 남산리                             | 테뫼식 석성       | 343.6m | 백제      |                                                         |
| 대성리산성  | 장수군 장수읍 대성리                                     | 석성              | 720m   | 백제      |                                                         |
| 용계리산성  | 장수군 장수읍 용계리                                     | 석성              | 290m   | 백제      |                                                         |
| 동고산성    | 전주시 전라북도 전주시 완산구 교동 산9-1번지 대성동 산25 | 석성              | 1400m  | 후백제    |                                                         |
| 남고산성    | 전주시 완산구 동서학동 산228                             | 석성              | 5300m  | 백제      |                                                         |
| 서고산성    | 전주시 완산구 효자동                                     | 석성              | 721m   | 백제      |                                                         |
| 원당리산성  | 전주시 평화2동 원당리                                    | 석성              | 595.5m | 백제      |                                                         |
| 우덕리산성  | 정읍시 덕천면 우덕리 산6                                 | 산봉형 토성       | 414.9m | 백제      | 지방기념물 51호                                         |
| 상두산성    | 정읍시 산외면 상두리 산 356-1                            | 포곡식 석성       |        | 백제      |                                                         |
| 평사리산성  | 정읍시 산외면 평사리                                     | 테뫼식 석성       | 403m   | 백제      |                                                         |
| 초산성      | 정읍시 시기동 산448                                      | 테뫼식 석성       | 1061m  | 백제      |                                                         |
| 백산리산성  | 정읍시 신태인읍 백산리 산21                              | 테머리식 석성     | 713m   | 백제      |                                                         |
| 죽지리산성  | 정읍시 연지동 대실                                       | 토성              |        | 백제      |                                                         |
| 은선리성    | 정읍시 영원면 은선리 193                                 | 토성              | 364m   | 백제      | 지방기념물 56호                                         |
| 금사동산성  | 정읍시 영원면 은선리 산26                                | 포곡식 석성       | 2365m  | 백제      | 지방기념물 55호                                         |
| 산성리산성  | 정읍시 옹동면 산성리                                     | 테뫼식 석성       | 670m   | 백제      |                                                         |
| 오성리산성  | 정읍시 옹동면 오성리                                     | 포곡식 토성       | 305.5m | 백제      |                                                         |
| 용호리산성  | 정읍시 옹동면 용호리, 오성리                             | 포곡식 산성       |        | 백제      |                                                         |
| 무성리산성  | 정읍시 칠보면 무성리                                     | 복합식 석성       | 832.4m | 백제      |                                                         |
| 행단산성    | 정읍시 칠보면 시산리                                     | 테뫼식 석성       | 482.7m | 백제      |                                                         |
| 강정리산성  | 진안군 마령면 강정리                                     | 사모봉형 석성     | 232.3m | 백제      |                                                         |
| 한미성      | 진안군 마령면 강정리 236                                 | 석성              | 611m   | 백제      |                                                         |
| 와정유적    | 진안군 용담면 월계리 와정마을                            | 토루              |        | 백제      |                                                         |
| 성묘산성    | 진안군 진안읍 군하리                                     | 테뫼식 석성       | 479.5m | 백제      |                                                         |
| 군하리성    | 진안군 진안읍 군하리, 단양리                             | 석성              | 490m   | 백제      |                                                         |